# 栄町立竜角寺台小学校
栄町立竜角寺台小学校（さかえちょうりつ りゅうかくじだいしょうがっこう）は、千葉県印旛郡栄町竜角寺台6丁目にある公立小学校。

## 概要
学区は房総風土記の丘の北東部に隣接した山野を開発した住宅団地からなっている。校舎北側・東側の2ヶ所にゴルフ場が隣接し、緑に囲まれた閑静な住宅地である。
保護者は教育熱心で、学校教育に対して協力的である。

## 沿革
出典
- 1989年（平成元年）
  - 4月1日 - 酒直小学校より分離開校し、栄町立竜角寺台小学校と称する。開校時点の学級数は7学級、児童数214名、職員数12名。
  - 9月1日 - 校章制定、制服（体育用）制定。
  - 9月19日 - 校旗完成。
- 1990年（平成2年）3月26日 - 体育館竣工。
- 1991年（平成3年）4月1日 - プレハブ校舎6教室完成。
- 1993年（平成5年）10月30日 - 学校花壇完成。
- 1994年（平成6年）2月15日 - 校歌完成。
- 1995年（平成7年）3月24日 - 2階トイレ増築工事竣工。
- 1998年（平成10年）10月31日 - 創立10周年記念式典を挙行。
- 1999年（平成11年）4月16日 - 外倉庫工事竣工。
- 2002年（平成14年）3月31日 - 正門脇植栽工事。
- 2003年（平成15年）11月1日 - 創立15周年行事及びドラゴン祭り開催。
- 2004年（平成16年）9月1日 - 正門門扉設置。
- 2009年（平成21年）1月16日 - 創立20周年記念式典を挙行。
- 2016年（平成28年）3月 - 太陽光発電パネル設置。
- 2017年（平成29年）
  - 2月 - 体育館天井落下防止工事完成。
  - 3月 - エアコン設置工事（普通教室・特別教室の一部）。
- 2018年（平成30年）11月10日 - 創立30周年「竜角寺台小学校の30歳を祝う会」開催。

## 学区
竜角寺台1丁目から竜角寺台6丁目までの区域

## 進学先
- 栄町立栄中学校

## 学校周辺
- 栄町民プール
- 酒直竜角寺学区少年野球場
- 成田ヒルズカントリークラブ
- 成田フェアフィールドゴルフクラブ

## アクセス
- 栄町循環バス「安食循環ルート」で、「竜角寺小前」バス停下車。
- JR成田線安食駅から、上述の栄町循環バスで、「竜角寺小前」バス停下車。